# Hans-Georg Wormit

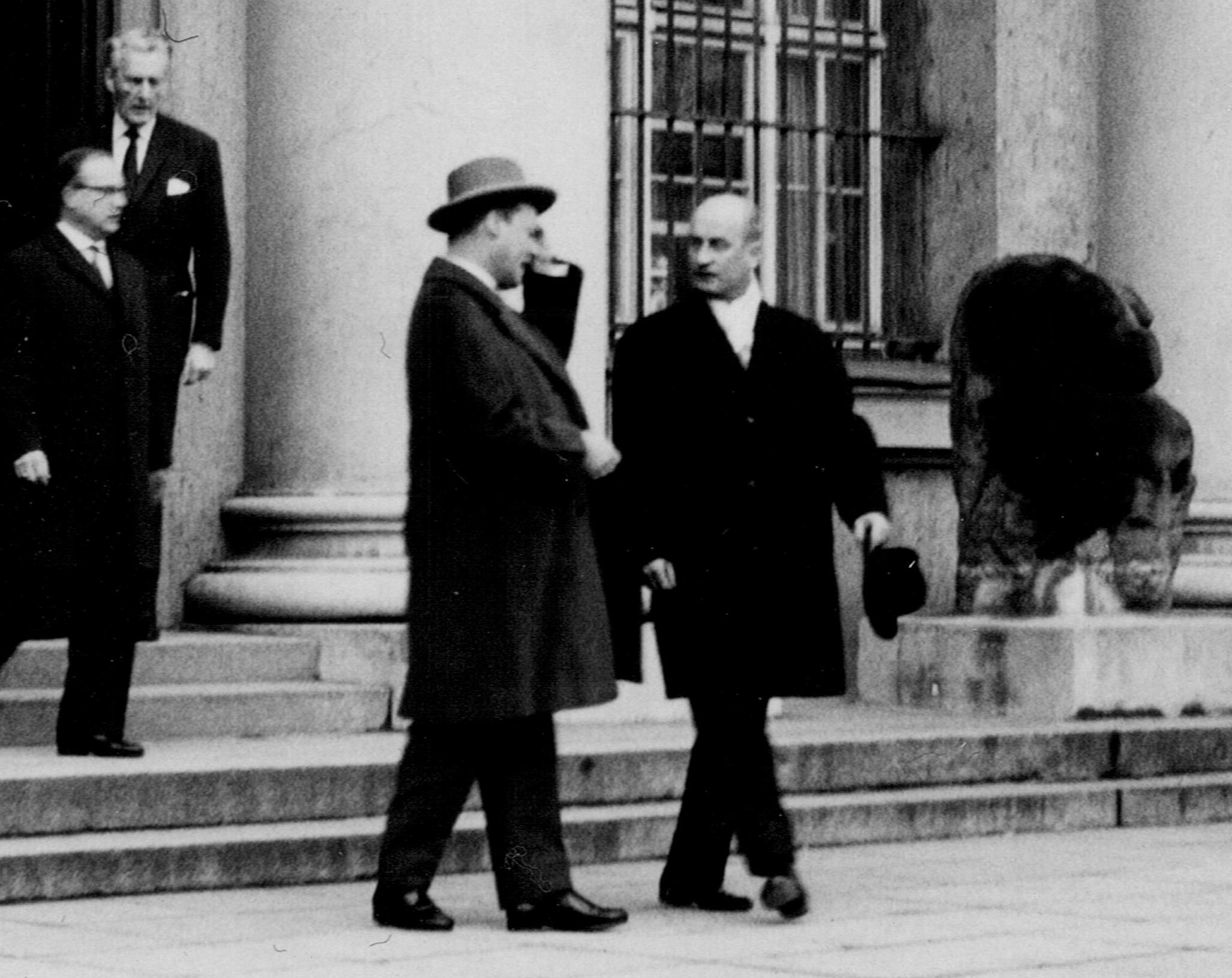
Wormit (rechts) als Kurator der Stiftung Preußischer Kulturbesitz mit dem Regierenden Bürgermeister Willy Brandt (1961)

Hans-Georg Wormit (* 13. Juni 1912 in Bögen, Landkreis Friedland, Ostpreußen; † 13. August 1992 in Berlin) war ein deutscher Verwaltungsjurist. Er war von 1951 bis 1956 Staatssekretär im Innenministerium von Schleswig-Holstein, anschließend Hauptgeschäftsführer des Deutschen Landkreistages und von 1962 bis 1977 Kurator bzw. Präsident der Stiftung Preußischer Kulturbesitz.

## Leben
Wormit studierte Rechts- und Wirtschaftswissenschaften in Heidelberg und Königsberg (Preußen), 1930 wurde er Mitglied der Burschenschaft Germania Königsberg. Ab Ende der 1930er Jahre war er Mitglied der NSDAP. Nach dem Referendariat und der großen juristischen Staatsprüfung wurde Wormit als Regierungsassessor an zahlreichen Stellen der Verwaltung verschiedener preußischer Provinzen eingesetzt. Bei Beginn des Zweiten Weltkriegs war er Referent für Wirtschafts- und Kulturfragen in Kiel. Als Oberleutnant der Reserve eingezogen, geriet er 1945 in britische Kriegsgefangenschaft. 
Er konnte jedoch schon im Sommer desselben Jahres seine Tätigkeit in Kiel wieder aufnehmen, wechselte in den schleswig-holsteinischen Landesdienst und war in verschiedenen Regierungs- und Verwaltungsämtern tätig. Anfang 1951 war er Staatssekretär im Ministerium für Volksbildung und vom 1. Februar 1951 bis zum 12. Oktober 1956 Staatssekretär im Innenministerium des Landes Schleswig-Holstein. 1956 übernahm er die Leitung des Deutschen Landkreistages. Am 14. Dezember 1961 wurde er zum ersten Kurator der Stiftung Preußischer Kulturbesitz bestimmt, wirkte von 1967 bis 1977 als deren Präsident.
Die Rückgabe – oder auch nur Dauerleihgabe – von während der Kolonialzeit nach Europa gebrachtem Kulturgut in die jeweiligen Herkunftsländer lehnte Wormit strikt ab. Im Jahr 1972 verhinderte er die Beantwortung einer Bitte des Leiters der nigerianischen Antikenbehörde Ekpo Eyo um Leihgabe einiger weniger Benin-Bronzen durch eine Verzögerungstaktik. Dabei wirkte er mit dem Generaldirektor der Staatlichen Museen zu Berlin (West) Stephan Waetzoldt und dem für Kulturpflege zuständigen Unterabteilungsleiter im Bundesinnenministerium Carl Gussone zusammen, die seine ablehnende Haltung teilten.

## Ehrungen
- 1972: Großes Verdienstkreuz der Bundesrepublik Deutschland
- 1977: Ernst-Reuter-Plakette